# Tricase
Tricase is een gemeente in de Italiaanse provincie Lecce (regio Apulië) en telt 17.870 inwoners (31-12-2004). De oppervlakte bedraagt 43,64 km², de bevolkingsdichtheid is 409 inwoners per km².
De volgende frazioni maken deel uit van de gemeente: Tricase Porto, Depressa, Lucugnano.

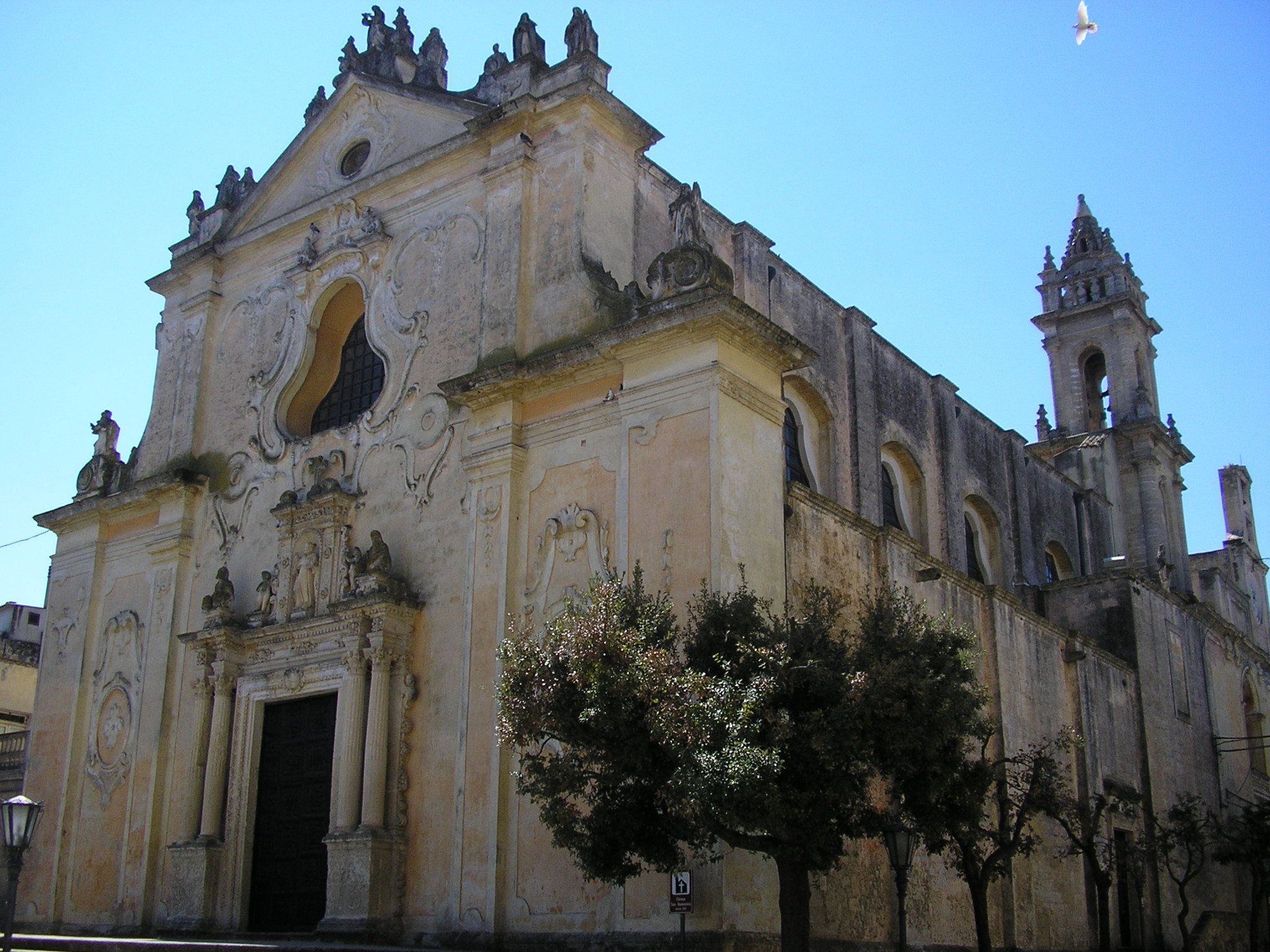
Dom van Tricase
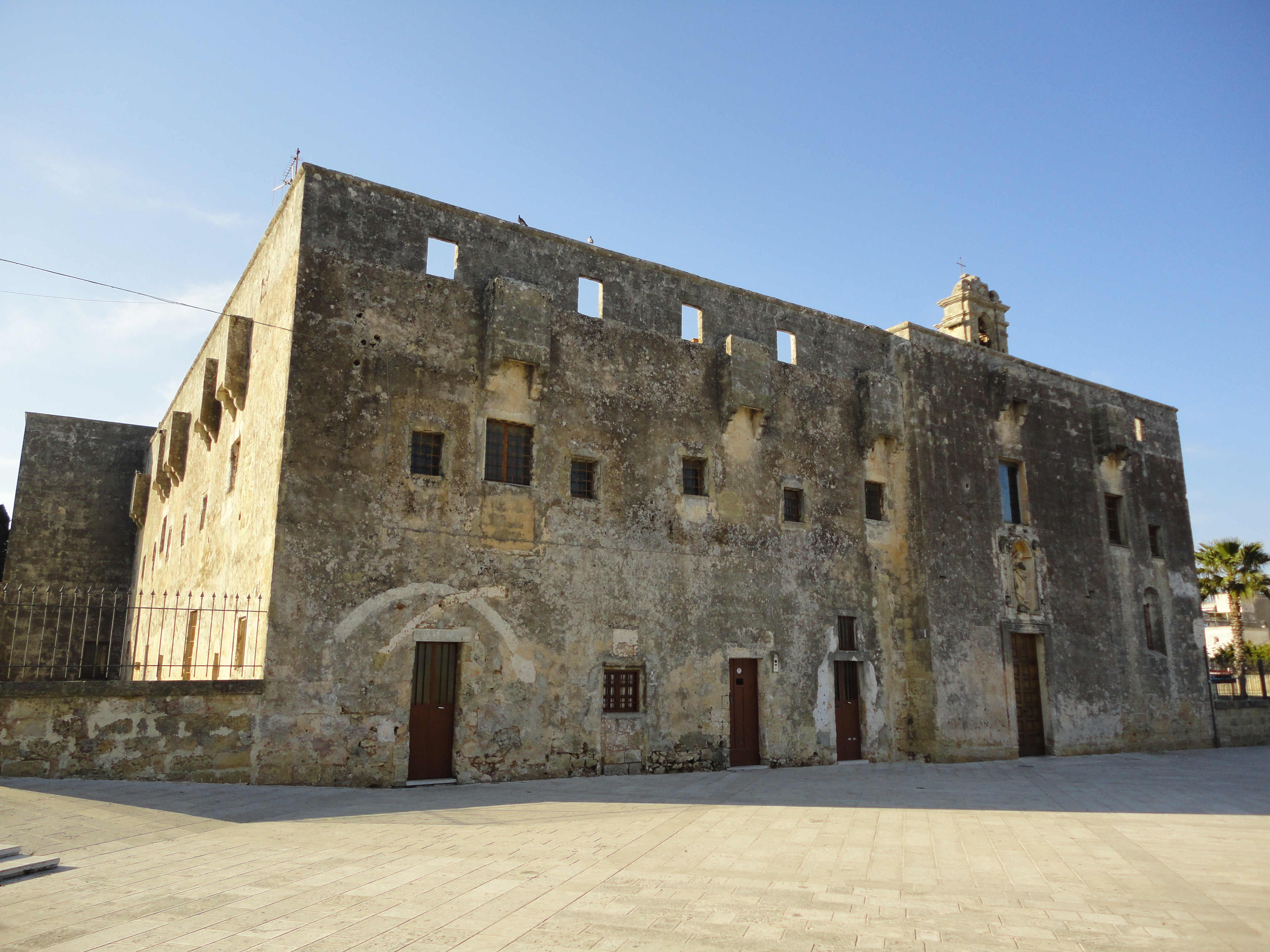
Capucijner klooster in Tricase
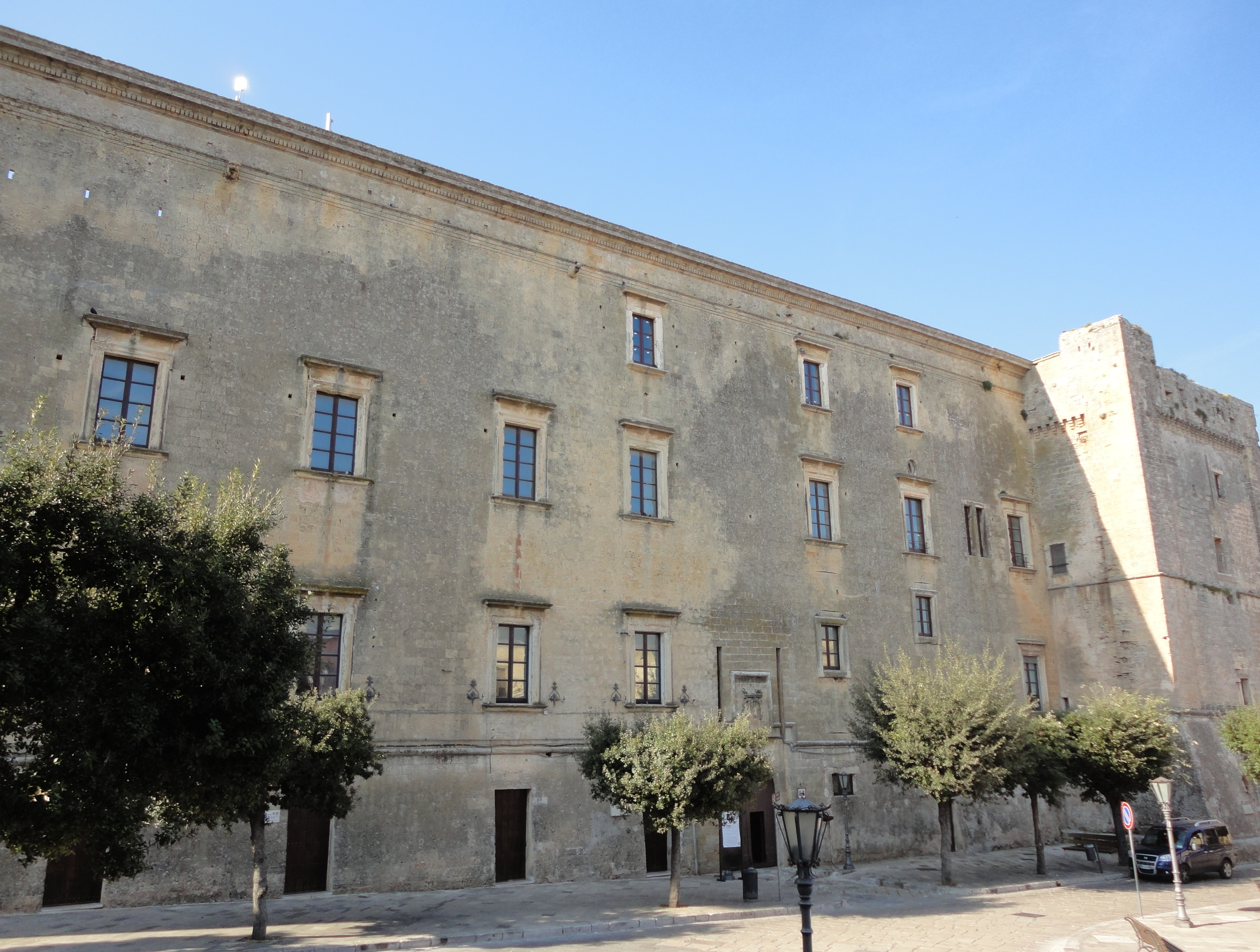
Palazzo Gallone
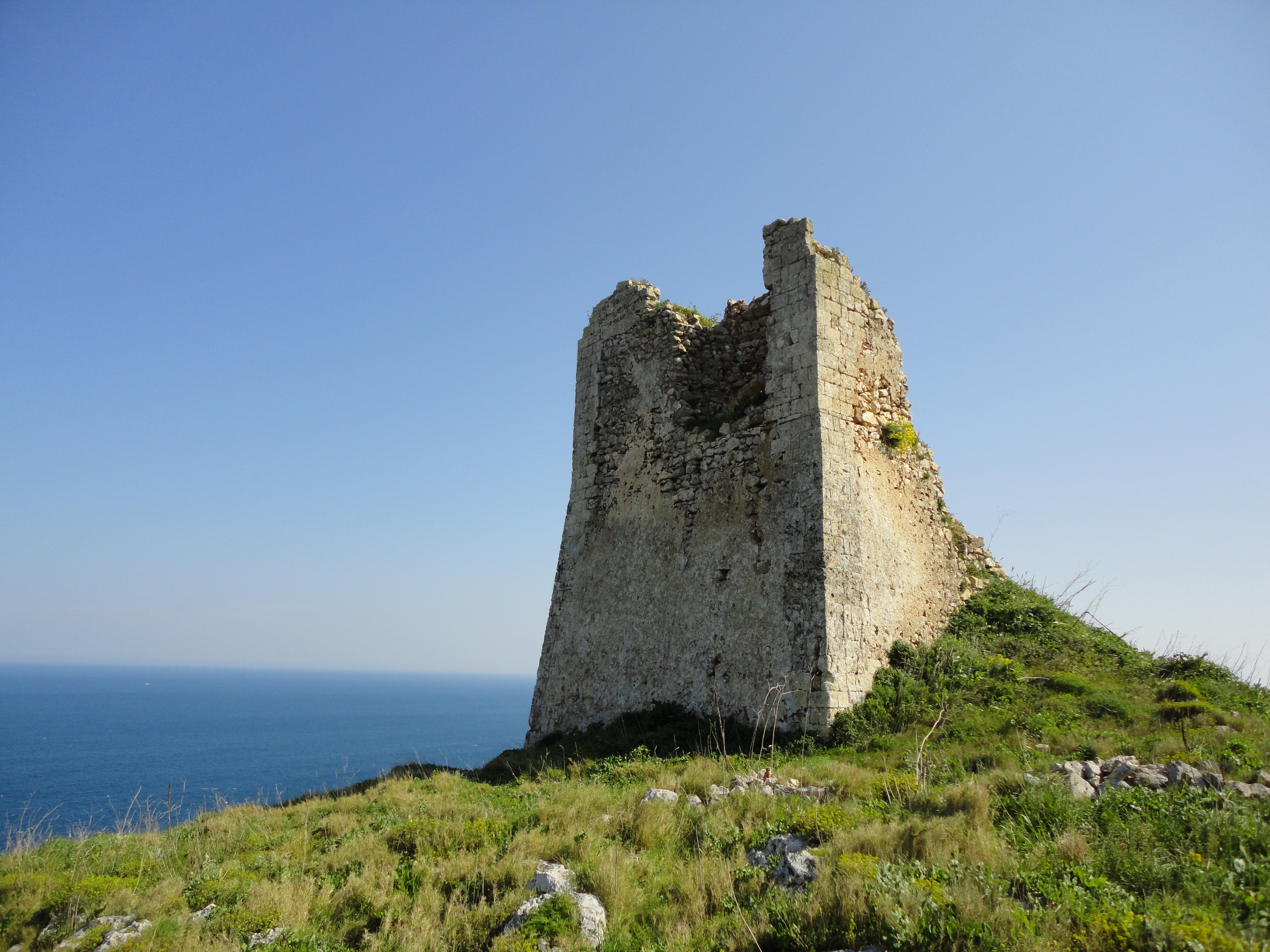
Toren van Tricase

## Geografie
De gemeente ligt op ongeveer 98 m boven zeeniveau.
Tricase grenst aan de volgende gemeenten: Tiggiano, Specchia,
.